# Булгакова Варвара Опанасівна
Варвара Опанасівна Булгакова (в шлюбі Карум; 23 листопад [4 жовтня] 1895 — 11 вересня 1956) — сестра письменника і драматурга Михайла Опанасовича Булгакова. Прототип персонажки Олени Турбіної-Тальберг у романі «Біла гвардія».

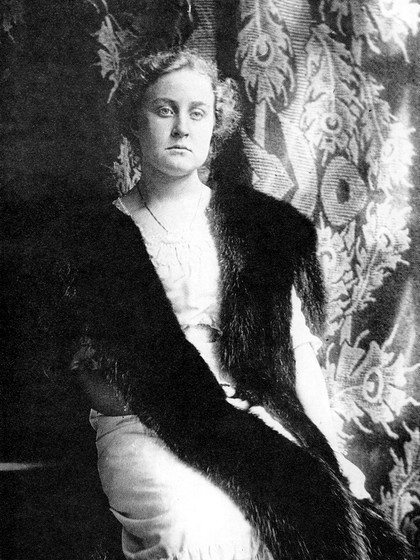
В. А. Булгакова, фотопортрет, 1920-ті рр.

Народилася в Києві 23 листопад [4 жовтня] 1895 року в родині Опанаса Івановича і Варвари Михайлівни Булгакових. Закінчила київську Катерининську жіночу гімназію, потім вступила в Київську консерваторію на відділення фортепіано в клас Г. В. Нейгауза.
У травні 1917 року стала дружиною кадрового офіцера, учасника Першої світової війни і випускника Олександрівської військово-юридичної академії, капітана Леоніда Карума (1888—1968), уродженця Мітави, з прибалтійських німців (в «Білій гвардії» і " Днях Турбіних « — Тальберг).
Закінчивши три курси консерваторії, Булгакова змушена перервати навчання у 1917 році у зв'язку з переїздом до Петрограда, а потім до Москви слідом за чоловіком. У Москві вступила на німецьке відділення заочних Московських вищих курсів іноземних мов.
Л. С. Карум у 1917 році закінчив Військово-юридичну академію в Петрограді, а на початку 1918 року успішно склав іспити на цивільного юриста в Московському університеті. Карум служив у гетьмана П. П. Скоропадського, потім — у білій Астраханської армії полковником, головою суду. З осені 1919 року Карум — в Добровольчої армії, служить викладачем у стрілецькій школі у Феодосії.
У травні 1918 року Булгакова повернулася в Київ.

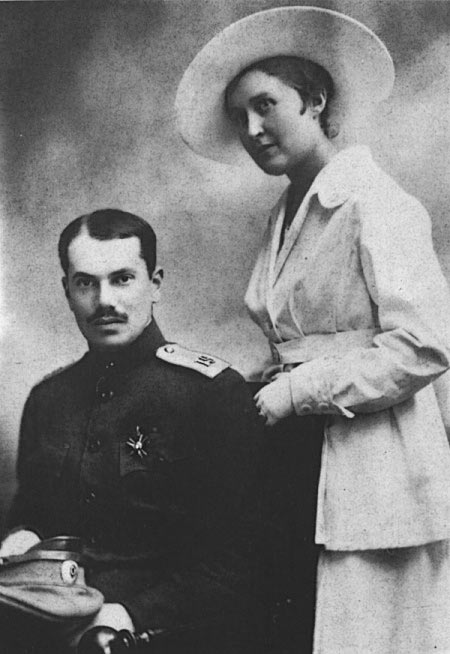
Варвара і Леонід Карум, весільна фотографія, травень 1917-го р.

В квітні 1920 року, коли головнокомандувачем став П. Н. Врангель, Карум пішов з училища і став військовим представником при латвійському консулу в Криму, а також працював юристом у Феодосійському повітовому кооперативному союзі. Карум з дружиною залишився у Феодосії і при червоних знову став викладати в стрілецькій школі. У Феодосії 10 квітня 1921 року народилася донька Ірина. У 1921 році родина переїздить до Сімферополя, потім повертається в Київ.

Дочка Ірина згадувала: 
„Я жила у віруючій родині. Мама, на відміну від своїх сестер, ходила в церкву, в нашому будинку в Києві бувало духовенство… Мама жила з бабусею, Варварою Михайлівною, до останніх днів її життя… В будинку панував християнський дух Булгакових“.
Закінчивши додаткові курси бухгалтерів, Варвара влаштувалася діловодкою, а потім старшою бухгалтеркою на київському заводі «Більшовик», давала приватні уроки музики, вела музичну роботу в дитячому саду, викладала німецьку мову при заводі, займалася на курсах іноземних мов, по закінченні яких отримала кваліфікацію перекладачки і викладачки німецької мови. Чоловік Булгакової був воєнруком військової кафедри в Київському інституті народного господарства і викладав у Вищій військовій школі імені С. С. Каменєва.
5 листопада 1929 року Карум був заарештований як колишній білий офіцер і звинувачений в участі в змові. Через два місяці, 9 січня 1930 року, Карума відпустили — допомогло заступництво кількох більшовиків, яким Карум допомагав у 1920 році в кримському підпілля. Однак з училища та інституту його звільнили. В 1931 році він був знову заарештований і на цей раз відправлений на три роки у концтабір в Мінусинськ, а після звільнення засланий в Новосибірськ. Варвара Опанасівна дізналася, де знаходиться чоловік, тільки в 1932 році, в 1934 році, коли Карума звільнили, вона продала квартиру в Києві і з дочкою переїхала до чоловіка в Новосибірськ. Там вона викладала німецьку мову в школі заводу гірничого обладнання. У 1937 році Карума знову оголосили „ворогом народу“, і сім'я залишилася без засобів до існування. У 1938 році Варвара Опанасівна була реабілітована і змогла влаштуватися вчителем німецької мови в школу № 42, паралельно вона заочно навчається в Новосибірському педагогічному інституті на німецькому відділенні факультету іноземних мов. Після закінчення інституту продовжує викладати німецьку мову в школі.
Померла Варвара Булгакова в Новосибірську в 1956 році в психіатричній лікарні № 3 від наслідків сильного склерозу[прояснити]. Похована на Заельцовському кладовищі Новосибірська.

## Спогади рідних
- Перша дружина М. А. Булгакова Т. Н. Лаппа згадувала: »… Варя його (Л. С. Карума) любила. Вона потім Михайлу такого жахливого листа прислала: «Яке ти мав право так відгукуватися про мого чоловіка… Ти вперед на себе подивися. Ти мені не брат після цього…»
- Друга дружина письменника Л. Е. Білозерська згадувала: «Відвідала нас і сестра Михайла Онасовича Варвара, зображена ним у романі „Біла гвардія“ (Олена), а звідти перекочувала в п'єсу „Дні Турбіних“. Це миловидна жінка з важкою нижньою щелепою. Трималася вона, як розгнівана принцеса: вона образилася за свого чоловіка, змальованого в негативному вигляді в романі під прізвищем Тальберг. Не сказавши зі мною і двох слів, вона поїхала. Михайло Панасович був збентежений». Ця сцена відбулася в 1925 році, і з тих пір контакти сестри з Булгаковим майже припинилися.